# Geometria afí
La geometria afí és la geometria dels espai afins. Sense expressar-se amb gran rigor, utilitza les propietats de les varietats lineals definides en un espai afí per tractar temes com l'alineació, el paral·lelisme o la intersecció amb eines de l'àlgebra lineal. La geometria afí és aliena a les nocions d'angle i distància: aquestes propietats depenen d'altres estructures independents del nucli de la geometria afí com ara el producte escalar o la norma. Més formalment, la geometria afí és, segons la visió heretada del Programa d'Erlangen que hem adoptat avui en dia, l'estudi dels invariants del grup afí. És a dir, de les aplicacions que conserven la raó simple i transformen varietats paral·leles en varietat paral·leles. A la Geometria afí reapareixen i es demostren alguns teoremes clàssics con els teoremes de Menelau, de Ceva o de Tales. També proporciona consistència a l'ús de coordenades baricèntriques o cartesianes i facilita la resolució de problemes mitjançant vectors amb coordenades o sense.